# Победин, Константин Владимирович
Константи́н Влади́мирович Побе́дин (род. 1956, Харьков) — художник и писатель.
Окончил Харьковский государственный художественно-промышленный институт. С 1980 г. живет в Москве. Участвовал в выставках в СССР, России и других странах начиная с 1983 г. Работает преимущественно в области книжной графики и полиграфического дизайна. Был главным художником журнала «Золотой век», арт-директором журнала «Табурет», художником издательства «Захаров» (в том числе первым оформителем серии романов Б.Акунина об Эрасте Фандорине). В качестве оригинального художника-графика работает, главным образом, в технике коллажа.
Автор книги прозаических миниатюр «Поэмы эпохи отмены рабства» (СПб.: Пушкинский фонд, 1998), для которой характерна тонкая стилистическая игра в сочетании с язвительной иронией; особенно выразителен созданный в этой книге сатирический портрет Л. Н. Толстого. За произведения из этой книги Константин Победин был удостоен диплома Всероссийского фестиваля малой прозы имени Тургенева (1998).